# Grigore Taumaturgul
Grigore Taumaturgul, în traducere „Vindecătorul”, (n. 213 d.Hr., Niksar, Provincia Tokat, Turcia – d. 270 d.Hr., Niksar, Provincia Tokat, Turcia) a fost un episcop din Asia Mică, venerat ca sfânt în întreaga creștinătate.